# Orectanthe ptaritepuiana
Orectanthe ptaritepuiana là một loài thực vật hạt kín trong họ Hoàng đầu. Loài này được (Steyerm.) Maguire mô tả khoa học đầu tiên năm 1958.